# 基底細胞層

表皮组织学图像

基底細胞层（英語：stratum basale），是表皮最深的一层。基底层由一层矮柱状或立方形的细胞组成。基底細胞层细胞核呈卵圆形，细胞质内多粗面内质网和张力原纤维。

## 图片

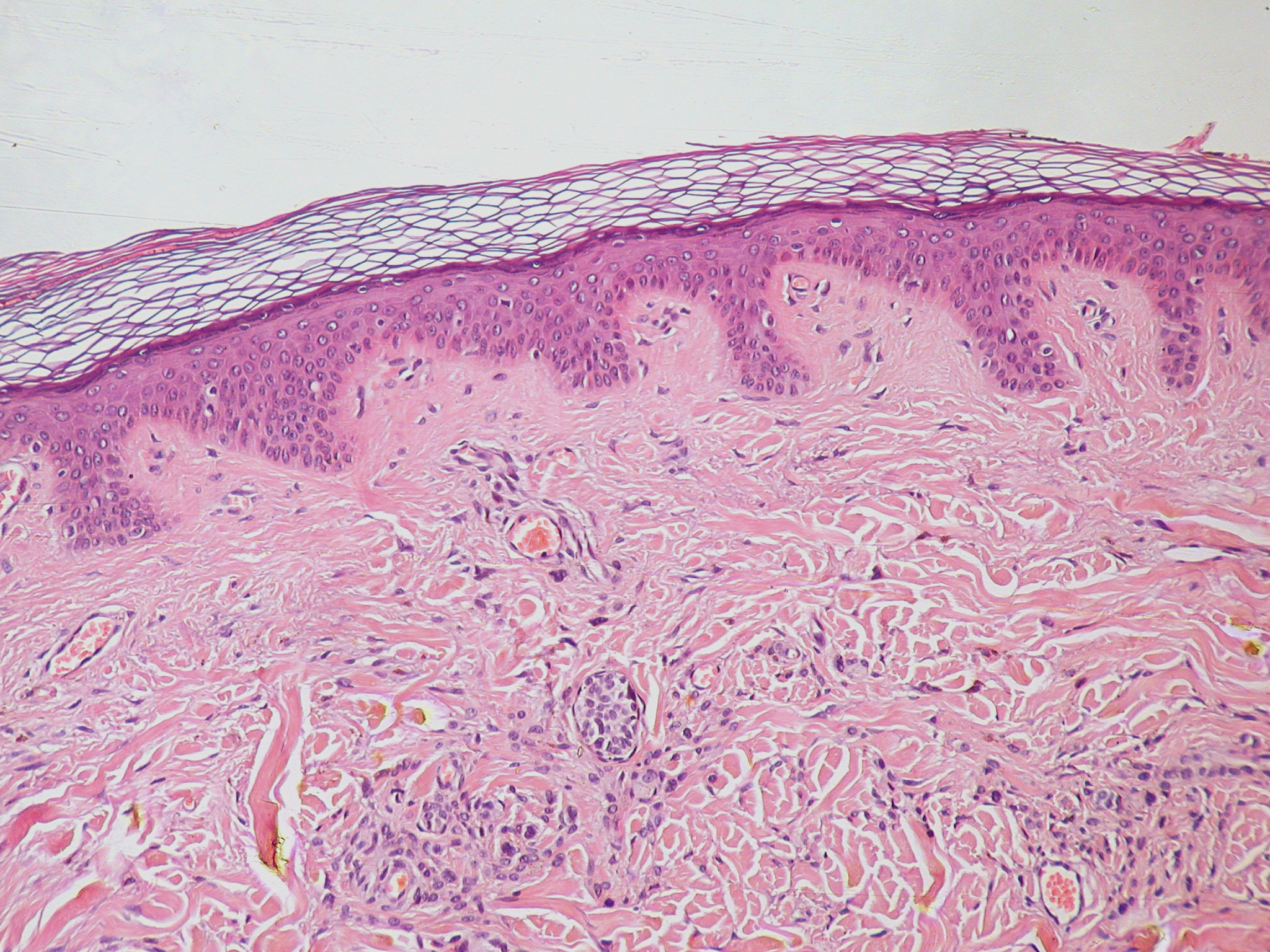
人体皮肤的表皮和真皮
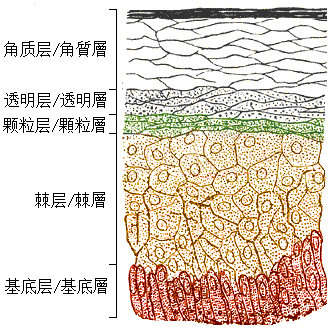
表皮解剖图